# Верин, Владимир Васильевич
Владимир Васильевич Верин (20 августа 1948, Ульяновская область, РСФСР  — 6 сентября 2015, Саратов, Российская Федерация) — советский и российский оперный певец (бас), солист Саратовского академического театра оперы и балета, заслуженный артист России (1994), народный артист России (2005).

## Биография
В 1973 году окончил Ульяновское музыкальное училище, затем поступил в Воронежский государственный институт искусств, в 1975 г. переводится в Саратовскую государственную консерваторию им. Л.В. Собинова. В этом же году становится солистом саратовской оперы. Уже на втором курсе, когда Верин спел арию Мельника из оперы Даргомыжского «Русалка», голос его раскрылся в полную силу. На саратовской сцене исполнил более 40 оперных партий различных жанров. работал с дирижёрами Р. Манфреддини (Италия), Ф. Мансуровым, Р. Матсовым, А. Анисимовым. Пел с ведущими российскими певцами И. Архиповой, В. Пьявко, М. Биешу, А. Ведерниковым, А. Эйзеном.
Среди оперных партий: Король Рене в «Иоланте» П.И.Чайковского, Галицкий и Кончак в «Князе Игоре» А.П.Бородина, Бартолло в «Севильском цирюльнике» Дж. Россини, Франк в «Летучей мыши» Иоганна Штрауса.
Работу в театре совмещал с преподаванием на кафедре академического пения в Саратовской государственной консерватории им. Л.В.Собинова. Был доцентом кафедры академического пения.

## Признание и награды
- Заслуженный артист Российской Федерации (6 июля 1994) — за заслуги в области музыкального искусства
- Саратовская театральная премия «Золотой Арлекин» (2011)
- Народный артист Российской Федерации (2005)